# 觀世音菩薩普門品

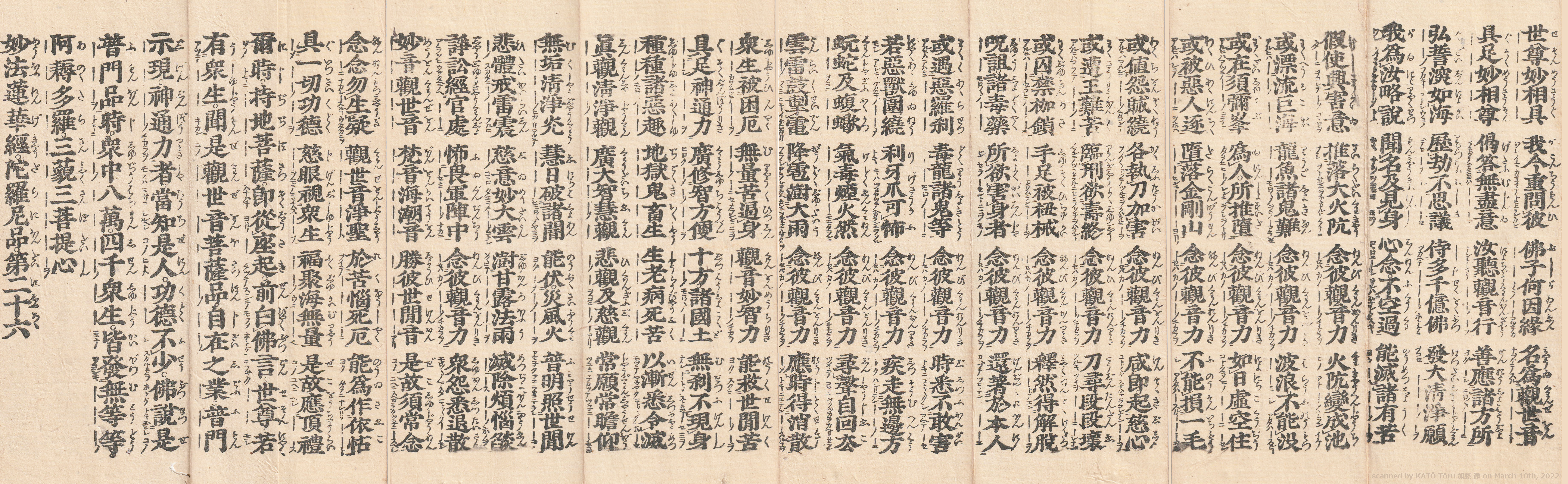
妙法莲华经觀世音菩薩普門品第二十五

〈觀世音菩薩普門品〉，是《妙法蓮華經》（七卷本）中的第二十五品，又被稱為《觀世音經》（觀音經）。由姚秦鸠摩羅什譯長行，隋闍那崛多和笈多補譯偈颂。因該經文說觀世音菩薩普門圆通之德，千處祈求千處應，苦海常作度人舟，示現三十二應身，普使有情圆成佛道，開周遍法界之門，廣濟眾生，故名“普門品”。河西王沮渠蒙遜時代，此品舉世流通，功驗最多，歷久不衰。這部經典與〈觀自在菩薩章〉（《華嚴經》）、〈觀世音菩薩耳根圓通章〉（《楞嚴經》），被稱為「觀音三經」。有情就是眾生之意

## 主要注释
- 隋，智顗說《妙法蓮華經文句》；
- 隋，天台智顗說灌頂記《觀音玄義》、《觀音義疏》；
- 隋，吉藏撰《法華玄論》《法華義疏》；
- 唐，湛然述《法華文句記》；
- 唐，窥基撰《妙法蓮華經玄贊》；
- 宋，知礼述《觀音玄義記》、《觀音義疏記》。